# Trogglodynamite
Trogglodynamite — второй студийный альбом британской рок-группы The Troggs, выпущенный в 1967 году. В том же году диск достиг десятого места в британских чартах.
В 2003 году альбом был переиздан лейблом Repertoire Records с пятью бонус-треками.

## Отзывы критиков
| Оценки критиков | Оценки критиков |
| Источник        | Оценка          |
| --------------- | --------------- |
| Allmusic        | [ 5 ]           |

В «Энциклопедии популярной музыки» Колина Ларкина этот релиз оценивается в четыре звезды из пяти. 

## Список композиций

### Оригинальный трек-лист

#### Сторона 1
1. «I Can Only Give You Everything» (Tommy Scott, Phil Coulter) — 3:24
2. «Last Summer» (Reg Presley) — 2:55
3. «Meet Jacqueline» (Albert Hammond) — 2:14
4. «Oh No» (Pete Staples) — 2:05
5. «It’s Too Late» (Ronnie Bond) — 2:08
6. «No. 10 Downing Street» (Larry Page, David Matthews) — 2:15
7. «Mona» (Bo Diddley) — 5:09

#### Сторона 2
1. «I Want You to Come into My Life» (Reg Presley) — 2:25
2. «Let Me Tell You Babe» (Joe Sherman, George David Weiss) — 2:49
3. «Little Queenie» (Chuck Berry) — 2:51
4. «Cousin Jane» (Larry Page, David Matthews) — 2:25
5. «You Can’t Beat It» (Reg Presley) — 2:21
6. «Baby Come Closer» (Terry Dwyer, Jack Price) — 2:33
7. «It’s Over» (Reg Presley) — 2:11

#### Бонус-треки на CD-переиздании 2003 года
1. «Any Way That You Want Me» (Chip Taylor) — 2:54
2. «6-5-4-3-2-1 (I Know What You Want)» (Reg Presley) — 2:33
3. «Give It to Me» (Reg Presley) — 2:13
4. «You’re Lying» (Larry Page, Colin Frechter) — 2:21
5. «Night of the Long Grass» (Reg Presley) — 3:04
6. «Girl in Black» (Colin Frechter) — 2:01
7. «Evil Woman» (George David Weiss) — 2:53
8. «Sweet Madelaine» (Reg Presley) — 2:50

## Участники записи
- Рег Пресли — ведущий вокал
- Крис Бриттон — гитара, бэк-вокал
- Пит Стэйплс — бас-гитара, бэк-вокал
- Ронни Бонд — ударные, ведущий вокал в «It’s Too Late»